# Schmear

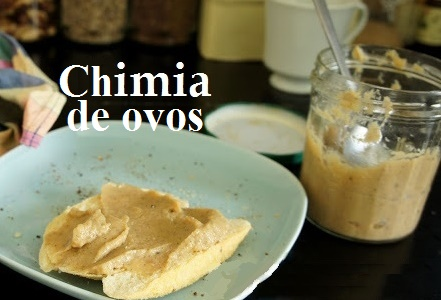
Ximia o Schimier, plato de Brasil

El schmear (/ʃmɪə(r)/) en inglés americano o chimia en Brasil, es una palabra de origen germánico equivalente a 'untar', (generalmente grasa o mantequilla). En algunas lenguas germánicas, el cognado de schmear en sí mismo significa «mantequilla».

## Etimología
Antes del 900; (como verbo) inglés medio: smeren, smirien 'frotar con grasa', 'ungir'; inglés antiguo: smirian, smerian, smerwan; cognado con el holandés: smeren; alemán: schmieren; yiddish: שמירן; islandés: smyrja; nórdico antiguo: smyrja, smyrwa; (como sustantivo) en los sentidos actuales derivado del verbo; compárese el smear obsoleto: grasa, ungüento; inglés medio: smere; inglés antiguo: smeoru; cognado con holandés: smear; alemán: schmieren, nórdico antiguo: smjǫr; sueco: smör, 'mantequilla'; danés y noruego: smør, 'mantequilla'; griego: σμύρις (smýris), 'polvo para frotar'.

## Por país

### Schmearen los EE. UU
El uso y la ortografía de schmear o shmear en el inglés americano están tomados directamente del yiddish, donde su uso original se refiere al queso. En el uso moderno se ha extendido a todo lo que se pueda untar, como el queso crema untado en un bagel. En algunos casos, se refiere a «un conjunto completo o grupo de cosas relacionadas». También se dice la expresión the whole shmear ('el shmear al completo'). También puede referirse al soborno, como un «pequeño extra» extendido en la parte superior.
En juegos de cartas como Schafkopf, Pinochle o Sheepshead, el schmearing es jugar una carta de alta puntuación en una baza con la esperanza de que su compañero la gane.
Como término de la jerga, la palabra shmir en yiddish también puede referirse a una bofetada en la cara, principalmente cuando se disciplina a niños pequeños.

### Chimiaen Brasil
En las zonas del sur de Brasil con importante colonización alemana (en Santa Catarina, Rio Grande do Sul y Paraná), se le llama chimia a diferentes tipos de untables para el pan: mantequilla, margarina, nata, paté, miel, etc. En Santa Catarina se prepara la chimia de ovo (huevo). Las chimias doces (las que son dulces) son similares a las tan populares geleias ('jalea'), una especie de mermelada pero sin grumos.
Debido a la diáspora gaúcha (gentilicio para la gente proveniente de Rio Grande do Sul),